# Редман, Джошуа
Джошуа Редман (англ. Joshua Redman; род. 1 февраля 1969, Беркли, Калифорния) — американский джазовый саксофонист и композитор.

## Жизнь и карьера
Джошуа Редман родился в городе Беркли, Калифорния, в семье джазового саксофониста Дьюи Редмана и танцовщицы, а также библиотекаря Рене Шедрофф. По национальности еврей. Познакомился со многими видами музыки в Центре мировой музыки в Беркли, где его мать изучала южноиндийские танцы. Одни из его первых уроков по музыке и импровизации были записаны на диктофон с исполнительницей на гамелане Джоди Даймонд. В раннем возрасте он познакомился с разнообразной музыкой и инструментами. Начал играть на кларнете в возрасте девяти лет, прежде чем через год переключился на то, что стало его основным инструментом — тенор-саксофон. В качестве тех, кто на него повлиял, Редман отмечает Джона Колтрейна, Орнетта Коулмана, Кэннонболла Аддерли, его отца Дьюи Редмана, а также Beatles, Арету Франклин, Temptations, Earth, Wind and Fire, Prince, The Police и Led Zeppelin.
Редман окончил Высшую школу Беркли, класс 1986 года, где все четыре года обучения работал в отмеченном наградами джазовом ансамбле школы (англ. Berkeley High School Jazz Ensemble). После окончания школы Джошуа часто посещал джем-сейшны под названием Bay Area, пианиста и профессора музыки из Лэйни Колледж в Окленде, Эда Келли. Именно там он выступал вместе с саксофонистом Робертом Стюартом.
В 1991 году он с отличием окончил Гарвардский университет со степенью в области социальных исследований, где был членом общества Phi Beta Kappa. Редман уже был принят в Йельскую юридическую школу, но, по его словам, отсрочил поступление на один год. К тому времени некоторые из его друзей переехали в Бруклин и искали соседа по дому, который помог бы с оплатой аренды. Он принял их приглашение переехать и почти сразу же погрузился в джазовую сцену Нью-Йорка. Редман начал регулярно посещать джем-сейшены и давать концерты с некоторыми из ведущих джазовых музыкантов своего поколения и даже поколения своего отца, включая Брэда Мелдау, Питера Мартина, Марка Тернера, Питера Бернштейна, Роя Харгроува, Кристиана Макбрайда, Кевина Хейса, Хорхе Росси, Пэта Мэтини, Чарли Хейдена и Билли Хиггинса, среди прочих.
Редман выиграл Международный конкурс джазовых саксофонистов имени Телониуса Монка в 1991 году и сосредоточился на своей музыкальной карьере. Он был подписан Warner Bros. Records и выпустил свой первый одноимённый альбом весной 1993 года, который впоследствии принес Редману первую номинацию на Грэмми. Он продолжал развивать свой стиль в течение 1990-х годов, начиная с появления в роли сайдмена в альбоме Youngblood Элвина Джонса, вместе с Джавоном Джексоном, а затем с появлением на пластинке своего отца Дьюи Choices (1992). В его втором альбоме Wish в качестве лидера к нему присоединился знаменитый состав, состоящий из гитариста Пэта Мэтини, басиста Чарли Хейдена и барабанщика Билли Хиггинса; затем эта группа гастролировала как The Joshua Redman Quartet, где вместо Чарли Хейдена играл Кристиан Макбрайд. Он продолжал работать с различными квартетами, в том числе с пианистом Брэдом Мелдау, пока не сформировал новое трио Elastic с клавишником Сэмом Яхелем и барабанщиком Брайаном Блейдом. Трио дебютировало под названием Yaya3, выпустив один альбом под таким же названием. Эта же группа музыкантов составила ядро альбома Elastic, прежде чем стать известным как Joshua Redman Elastic Band. Некоторые из его работ были показаны на канале The Weather Channel. Также Редман выступал в вымышленной супергруппе «The Louisiana Gator Boys» в фильме 1998 года Братья Блюз 2000, исполняя композиции «How Blue Can You Get?» и «New Orleans».

### 2000-е
В 1999 году Джошуа Редман был показан в детском телешоу Артур на канале PBS. Он появился в десятом эпизоде четвёртого сезона, где по слухам, вступит в бой со знаменитым виолончелистом Йо-Йо Ма, который также появляется в эпизоде.
В 2000 году Редман был назначен художественным руководителем весеннего сезона в некоммерческой джазовой организации SFJAZZ. Редман вместе с исполнительным директором Рэндаллом Клайном основал ансамбль SFJAZZ Collective.

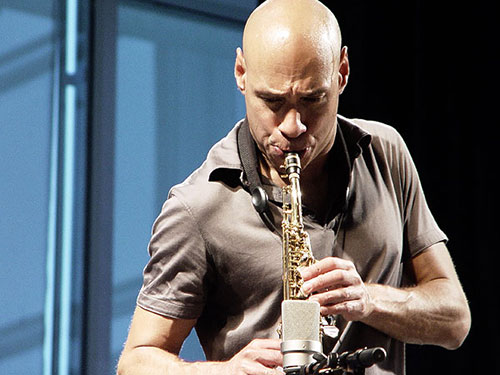
Редман на джазовом фестивале в Орхусе в 2009 году

В 2004 году Редман впервые играл с группой Umphrey’s McGee на их выступлении в Бостоне, штат Массачусетс, в Paradise Rock Club. С тех пор Редман сотрудничал с коллективом около 20 раз, включая полностью импровизированный сет в Мэдисоне, Висконсин в январе 2016 года.
В 2006 году он выступил с Симфоническим оркестром Новой Зеландии исполняя концерт для саксофона и ударной установки композитора Джона Псатаса под названием «Omnifenix», который был выпущен в альбоме View from Olympus (Rattle Records). Альбом стал лучшим классическим альбомом 2007 года на музыкальной премии Новой Зеландии.

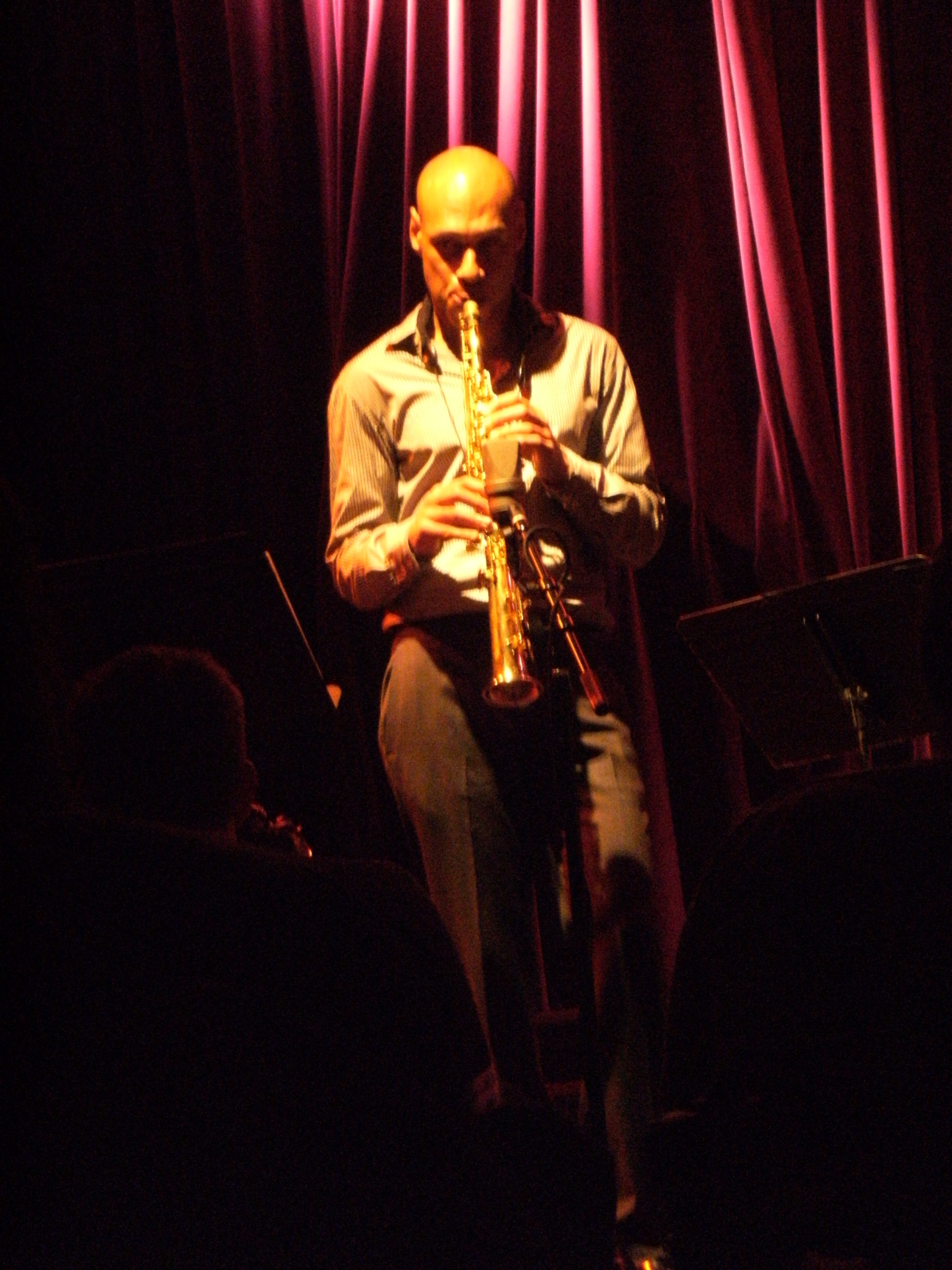
Джошуа Редман в Jazz Alley Сиэтла, апрель 2009 года

В марте 2007 года Редман объявил, что взял перерыв как в художественном руководстве SFJAZZ, так и в коллективе SFJAZZ, чтобы сосредоточиться на новых проектах. В апреле 2007 года Nonesuch выпустил первую в истории запись трио Редмана Back East при участии трех ритм-секций (Ларри Гренадье и Али Джексон, Кристиан Макбрайд и Брайан Блейд, Рубен Роджерс и Эрик Харленд) и трех приглашенных саксофонистов (Крис Чик, Джо Ловано и Дьюи Редман). Его альбом Compass, выпущенный в январе 2009 года, продолжил традицию трио и даже включал несколько треков с двойным составом из саксофона, двух басистов и двух барабанщиков.

### 2010-е
С конца 2009 года, Редман начал выступать с новым коллективом под названием James Farm, в которую входят пианист Аарон Паркс, басист Мэтт Пенман и барабанщик Эрик Харланд. Они выпустили свой первый одноимённый альбом 26 апреля 2011 года и следующий альбом City Folk 27 октября 2014 года.
В 2011 году Редман также стал первым членом жюри конкурса Independent Music Awards для поддержки независимых артистов.
В начале 2013 года было объявлено, что Редман выпустит новую коллекцию старых и современных баллад при участии джазового квартета и оркестрового ансамбля под названием Walking Shadows. Альбом был спродюсирован другом и постоянным соавтором Редмана Брэдом Мелдау; в альбоме также участвуют Ларри Гренадье (бас) и Брайан Блейд (ударные). Он был выпущен 7 мая 2013 года на сайте Nonesuch. New York Times пишет, что «за его 20-летнюю карьеру звукозаписи не было более возвышенного лирического жеста».
8 декабря 2013 года Редман присоединился к группе звезд джаза на сцене Кеннеди-центра в Вашингтоне, округ Колумбия, на мероприятии посвященному Херби Хэнкоку. Мероприятие транслировалось 29 декабря 2013 года на канале CBS.
В 2015 году Редман был номинирован на Грэмми в третий раз за соло в композиции «Friend or Foe» из альбома The Bad Plus Joshua Redman.
Помимо своих собственных проектов, Редман записывался и выступал с такими музыкантами, как Джои Александр, Брайан Блейд, Рэй Браун, Дэйв Брубек, Чик Кориа, The Dave Matthews Band, Джек Деджонетт, Билл Фризелл, Аарон Голдберг, Ларри Голдингс, Чарли Хейден, Херби Хэнкок, Рой Харгроув, Рой Хейнс, Билли Хиггинс, Милт Джексон, Элвин Джонс, Куинси Джонс, Биг Дэдди Кейн, Джефф Кизер, Би Би Кинг, Джазовый оркестр Линкольн-центра, Letieres Leite & Orkestra Rumpilezz, DJ Logic, Джо Ловано, Йо Йо Ma, Бранфорд Марсэлис, Кристиан Макбрайд, Джон Медески, Брэд Мелдау, Пэт Мэтини, Маркус Миллер, Пол Мотиан, Мишель Ндегеочелло, Леон Паркер, Николас Пэйтон, Джон Псатас, Саймон Рэттл, Дьюи Редман, Дайана Ривз, Мелвин Райн, The Rolling Stones, The Roots, Курт Розенвинкель, Джон Скофилд, Soulive, String Cheese Incident, Кларк Терри, Тутс Тилеманс, Джазовый оркестр Тронхейма, Марк Тернер, Маккой Тайнер, Umphrey’s McGee, US3, Бугге Вессельтофт, Седар Уолтон, Стиви Уандер и Сэм Яхель. 

## Дискография

### Студийные альбомы

#### Как ведущий артист
| Название                                                                | Детали | Пиковые позиции в чарте | Пиковые позиции в чарте | Пиковые позиции в чарте | Пиковые позиции в чарте |
| Название                                                                | Детали | US Heat                 | US Jazz                 | US Trad. Jazz           | US Class.               |
| ----------------------------------------------------------------------- | --- | ----------------------- | ----------------------- | ----------------------- | ----------------------- |
| Joshua Redman                                                           | - Релиз: 23 марта 1993 - Лейбл: Warner Bros. - Формат: CD, кассета, цифровая загрузка, потоковое воспроизведение    | —                       | 40                      | 3                       | —                       |
| Wish                                                                    | - Релиз: 21 сентября 1993 - Лейбл: Warner Bros. - Формат: CD, кассета, цифровая загрузка, потоковое воспроизведение | —                       | 6                       | 1                       | —                       |
| Freedom in the Groove                                                   | - Релиз: 20 сентября 1996 - Лейбл: Warner Bros. - Формат: CD, кассета, цифровая загрузка, потоковое воспроизведение | 27                      | 6                       | 1                       | —                       |
| Timeless Tales (For Changing Times)                                     | - Релиз: 22 сентября 1998 - Лейбл: Warner Bros. - Формат: CD, цифровая загрузка, потоковое воспроизведение          | —                       | 10                      | 2                       | —                       |
| Beyond                                                                  | - Релиз: 4 апреля 2000 - Лейбл: Warner Bros. - Формат: CD, кассета, цифровая загрузка, потоковое воспроизведение    | 47                      | 5                       | 2                       | —                       |
| Elastic                                                                 | - Релиз: 10 сентября 2002 - Лейбл: Warner Bros. - Формат: CD, цифровая загрузка, потоковое воспроизведение          | —                       | 16                      | 4                       | —                       |
| Back East                                                               | - Релиз: 24 апреля 2007 - Лейбл: Nonesuch - Формат: CD, цифровая загрузка, потоковое воспроизведение                | —                       | 12                      | 5                       | —                       |
| Compass                                                                 | - Релиз: 13 января 2009 - Лейбл: Nonesuch - Формат: CD, цифровая загрузка, потоковое воспроизведение                | 34                      | 4                       | 4                       | —                       |
| Walking Shadows                                                         | - Релиз: 7 мая 2013 - Лейбл: Nonesuch - Формат: CD, цифровая загрузка, потоковое воспроизведение                    | 16                      | 4                       | 3                       | —                       |
| The Bad Plus Joshua Redman (c The Bad Plus)                             | - Релиз: 26 мая 2015 - Лейбл: Nonesuch - Формат: CD, цифровая загрузка, потоковое воспроизведение                   | 13                      | 8                       | 5                       | —                       |
| Nearness (c Брэдом Мелдау)                                              | - Релиз: 9 сентября 2016 - Лейбл: Nonesuch - Формат: LP, CD, цифровая загрузка, потоковое воспроизведение           | 19                      | 6                       | 5                       | —                       |
| Still Dreaming (при участии Рона Майлза, Скотта Колли и Брайана Блейда) | - Релиз: 25 мая 2018 - Лейбл: Nonesuch - Формат: LP, CD, цифровая загрузка, потоковое воспроизведение               | 25                      | 2                       | 2                       | —                       |
| Sun on Sand (с Бруклином Райдером)                                      | - Релиз: 4 октября 2019 - Лейбл: Nonesuch - Формат: CD, цифровая загрузка, потоковое воспроизведение                | —                       | 16                      | 10                      | 9                       |
| RoundAgain (с Брэдом Мелдау, Кристианом Макбрайдом и Брайаном Блейдом)  | - Релиз: 10 июля 2020 - Лейбл: Nonesuch - Формат: CD, цифровая загрузка, потоковое воспроизведение                  | —                       | 7                       | 5                       | —                       |

#### Квартет Джошуа Редмана
| Название        | Детали | Пиковые позиции в чарте | Пиковые позиции в чарте | Пиковые позиции в чарте |
| Название        | Детали | USHeat                  | USJazz                  | USTrad.Jazz             |
| --------------- | --- | ----------------------- | ----------------------- | ----------------------- |
| MoodSwing       | - Релиз: 13 сентября 1994 - Лейбл: Warner Bros. - Формат: CD, кассета, цифровая загрузка, потоковое воспроизведение | 20                      | 7                       | 2                       |
| Passage of Time | - Релиз: 27 марта 2001 - Лейбл: Warner Bros. - Формат: CD, цифровая загрузка, потоковое воспроизведение             | -                       | 6                       | 4                       |
| Come What May   | - Релиз: 29 марта 2019 - Лейбл: Nonesuch - Формат: CD, цифровая загрузка, потоковое воспроизведение                 | 12                      | 2                       | 2                       |

#### Joshua Redman Elastic Band
| Название | Детали                                                                                            | Пиковые позиции в чарте | Пиковые позиции в чарте |
| Название | Детали                                                                                            | USJazz                  | USTrad.Jazz             |
| -------- | ------------------------------------------------------------------------------------------------- | ----------------------- | ----------------------- |
| Momentum | - Релиз: 24 мая 2005 - Лейбл: Nonesuch - Формат: CD, цифровая загрузка, потоковое воспроизведение | 8                       | 4                       |

#### С Yaya3
| Название | Детали                                                                                        |
| -------- | --------------------------------------------------------------------------------------------- |
| Yaya3    | - Релиз: 4 июня 2002 - Лейбл: Loma - Формат: CD, цифровая загрузка, потоковое воспроизведение |

#### Джеймс Фарм
| Название   | Детали                                                                                                |
| ---------- | --- |
| James Farm | - Релиз: 26 апреля 2011 - Лейбл: Nonesuch - Формат: CD, цифровая загрузка, потоковое воспроизведение  |
| City Folk  | - Релиз: 27 октября 2014 - Лейбл: Nonesuch - Формат: CD, цифровая загрузка, потоковое воспроизведение |

#### Как приглашенный исполнитель
| Название                                              | Детали |
| ----------------------------------------------------- | --- |
| Choices(с Дьюи Редманом)                              | - Дата выхода: 1992 - Лейбл: Enja - Формат: CD, цифровая загрузка, потоковое воспроизведение                  |
| African Venus(Дьюи Редман при участии Джошуа Редмана) | - Год выпуска: 1994 - Лейбл: Venus, Evidence - Формат: CD, SACD, цифровая загрузка, потоковое воспроизведение |

### Концертные альбомы

#### Как ведущий артист
| Название       | Детали                                                                                             | Пиковые позиции в чарте | Пиковые позиции в чарте |
| Название       | Детали                                                                                             | USJazz                  | USTrad.Jazz             |
| -------------- | -------------------------------------------------------------------------------------------------- | ----------------------- | ----------------------- |
| Captured Live! | - Дата выхода: 2000 - Лейбл: Jazz Door - Формат: CD, цифровая загрузка, потоковое воспроизведение  | -                       | -                       |
| Trios Live     | - Релиз: 17 июня 2014 - Лейбл: Nonesuch - Формат: CD, цифровая загрузка, потоковое воспроизведение | 6                       | 4                       |

#### Квартет Джошуа Редмана
| Название                                            | Детали | Пиковые позиции в чарте | Пиковые позиции в чарте |
| Название                                            | Детали | USJazz                  | USTrad.Jazz             |
| --------------------------------------------------- | --- | ----------------------- | ----------------------- |
| Blues for Pat: Live In San Francisco                | - Год выпуска: 1995 - Лейбл: Jazz Door - Формат: CD, цифровая загрузка, потоковое воспроизведение         | -                       | -                       |
| Spirit of the Moment — Live at the Village Vanguard | - Релиз: 29 августа 1995 - Лейбл: Warner Bros. - Формат: CD, цифровая загрузка, потоковое воспроизведение | 21                      | 7                       |

### Как сайдмен
- Bob Thiele Collective, Louis Satchmo (Red Baron, 1991)
- John Hicks, Friends Old and New (Novus, 1992)
- Elvin Jones, Youngblood (Enja, 1992)
- Joe Lovano, Tenor Legacy (Blue Note, 1993)
- Paul Motian, Paul Motian and the Electric Bebop Band (JMT, 1993)
- Milt Jackson, The Prophet Speaks (Qwest, 1994)
- Christian McBride, Gettin' to It (Verve, 1994)
- Lionel Hampton, For The Love of Music (MoJazz, 1995)
- Jonny King, Notes from the Underground (Enja, 1996)
- Chick Corea, Remembering Bud Powell (Stretch, 1997)
- Cedar Walton, Roots (Astor Place, 1997)
- McCoy Tyner Super Group, Prelude and Sonata (Key’stone, 1998)
- Kurt Rosenwinkel, Deep Song (Verve, 2005)
- Sam Yahel, Truth and Beauty (Origin, 2007)
- Brad Mehldau, Highway Rider (Nonesuch, 2010)
- Trondheim Jazz Orchestra, Triads and More (MNJ, 2010)
- Ferenc Nemeth, Triumph (Dreamer’s Collective, 2012)

## Награды и номинации
| Награда                                        | Год  | Результат | Категория                                                                 | Работа                 | Ссылка |  |
| ---------------------------------------------- | ---- | --------- | ------------------------------------------------------------------------- | ---------------------- | ------ |  |
| Опрос критиков DownBeat                        | 1993 | Победа    | Тенор-саксофонист                                                         |                        |        |  |
| Опрос критиков DownBeat                        | 1994 | Победа    | Джазовый артист года                                                      |                        |        |  |
| Опрос критиков DownBeat                        | 1994 | Победа    | Альбом года                                                               | Желание                |        |  |
| Опрос критиков DownBeat                        | 2011 | Победа    | Теноровый саксофон                                                        | Сам                    |        |  |
| премия Грэмми                                  | 1994 | Номинация | Лучшее инструментальное джазовое исполнение, индивидуальное или групповое | Джошуа Редман          |        |  |
| премия Грэмми                                  | 1998 | Номинация | Лучшее инструментальное джазовое исполнение, индивидуальное или групповое | Вспоминая Бада Пауэлла |        |  |
| премия Грэмми                                  | 2006 | Номинация | Лучший современный джазовый альбом                                        | Импульс                |        |  |
| премия Грэмми                                  | 2008 | Номинация | Лучший джазовый инструментальный альбом, индивидуальный или групповой     | Назад на восток        |        |  |
| премия Грэмми                                  | 2016 | Номинация | Лучшее импровизированное джазовое соло                                    | «Друг или враг»        |        |  |
| премия Грэмми                                  | 2017 | Номинация | Лучший джазовый инструментальный альбом                                   | Близость               |        |  |
| премия Грэмми                                  | 2019 | Номинация | Лучший джазовый инструментальный альбом                                   | Все ещё мечтает        |        |  |
| премия Грэмми                                  | 2020 | Номинация | Лучший джазовый инструментальный альбом                                   | Будь что может         |        |  |
| премия Грэмми                                  | 2021 | Номинация | Лучшее импровизированное джазовое соло                                    | «Мо Хонк»              |        |  |
| премия Грэмми                                  | 2021 | Номинация | Лучший джазовый инструментальный альбом                                   | RoundAgain             |        |  |
| JazzTimes                                      | 1992 | Победа    | Лучший новый артист                                                       | Сам                    |        |  |
| Международный джазовый конкурс Телониуса Монка | 1991 | Победа    | N/A                                                                       | Сам                    | [ 20 ] |  |